# Franz Grothe
Franz Grothe (17 de septiembre de 1908 - 12 de septiembre de 1982) fue un compositor y director de orquesta alemán, considerado uno de los más populares compositores y directores de orquesta alemanes del siglo XX. A lo largo de su carrera compuso numerosa música cinematográfica y canciones del género Schlager.

## Biografía
Su nombre completo era Franz Johannes August Grothe, y nació en Berlín, Alemania, siendo su padre un pianista y su madre una cantante de conciertos. A los cinco años de edad ya recibía lecciones de violín, y un año después comenzó a tocar el piano. Hizo sus primeras composiciones musicales a los diez años de edad. Estudió en la Universidad de las Artes de Berlín, y en 1926 encontró trabajo como pianista y arreglista en la orquesta de Dajos Béla.
En los años 1920 la carrera de Franz Grothe tuvo un gran avance componiendo canciones para el tenor Richard Tauber. La primera música cinematográfica compuesta por Grothe formaba parte de la película Die Nacht gehört uns (1929). En el año 1931 formó una empresa editorial musical, Edition Franz Grothe, que hubo de abandonar en el año 1933 al emigrar sus socios económicos de origen judío.
Tras el Machtergreifung, Grothe se unió al Partido Nacionalsocialista Obrero Alemán, convirtiéndose en miembro de la organización en mayo de 1933 (Nr. 2.580.427).
Grothe fue a Viena y conoció al director de cine Willi Forst y a la actriz Marta Eggerth. En 1936 se mudó a Hollywood, aunque pronto volvió a Viena. En 1938 se casó en Oslo con la cantante y actriz noruega Kirsten Heiberg, de la cual se divorció en los años 1950.
En los años de la Segunda Guerra Mundial compuso música de cine, pero también canciones patrióticas como Wir werden das Kind schon schaukeln (1941) y Wenn unser Berlin auch verdunkelt ist (1942). En el año 1942 Grothe dio un salto en la jerarquía Nazi: Formó parte de la institución musical nazi Reichsmusikkammer, director de „Gehobenere Unterhaltungsmusik und Operette“ (en la Großdeutscher Rundfunk) y director artístico de la orquesta nazi Deutsches Tanz- und Unterhaltungsorchester. La orquesta tocaba principalmente para la radio, y existió hasta el final de la guerra.
Finalizada la guerra, se resistió a la desnazificación, pero acabó tocando en clubes estadounidenses en Baviera. A partir de 1950 reanudó su trabajo cinematográfico, participando en películas de Curt Goetz y Ruth Leuwerik. La composición instrumental Mitternachts-Blues, escrita en 1956, fue su mayor éxito internacional, obteniendo el estatus de superventas en 1958. Se entendió particularmente bien con el director Kurt Hoffmann, escribiendo música para sus películas a finales de los años 1950. En 1960 escribió música para la película Heldinnen, protagonizada por Marianne Koch, Johanna von Koczian y Paul Hubschmid.
A partir del año 1965 trabajó para la televisión. Asumió la dirección musical del show Zum Blauen Bock hasta su muerte en 1982, escribiendo con Heinz Schenk más de 400 canciones, y colaborando en el programa con artistas como Rudolf Schock, Erika Köth, Renate Holm, Ernst Hilbich y Willy Hofmann.
Franz Grothe escribió entre los años 1929 y 1969 música para unas 170 producciones cinematográficas. Su obra completa también contiene música vienesa y húngara, además de Jazz. Para el año 1945 ya había participado en 71 filmes. Su trabajo en el musical Das Wirtshaus im Spessart (1977), así como la composición de varias operetas dan fe de su riqueza de ideas musicales. Fue famoso su solo de trompeta en el film Immer wenn der Tag beginnt, que se tituló Mitternachtsblues y fue tocado por Billy Mo.
En 1960 creó en Bad Wiessee la Fundación Franz Grothe, con el compromiso de apoyar a compositores y músicos manteniendo viva la memoria de su fundador.
Grothe asumió en el año 1972 el cargo de presidente del consejo de supervisión de la GEMA.
El 10 de septiembre de 1982 se desplomó durante un concierto en Colonia, falleciendo dos días después a causa de una insuficiencia cardiaca. Fue enterrado en el Cementerio de Bad Wiessee.

## Obra musical (selección)

### Composiciones
- Auf den Flügeln bunter Träume
- Du und ich und der Sonnenschein
- Ein Walzer für Dich und für mich
- Es ist alles nur geliehen
- Frühling in Wien
- Ganz leise kommt die Nacht
- Guten Tag, liebes Glück
- Heut ist Karneval in Knieritz an der Knatter
- Hoch drob’n auf dem Berg
- Hundert volle Gläser
- Ich klopf’ heut’ Nacht an deine Tür
- Ich zähl mir’s an den Knöpfen ab
- In der Nacht ist der Mensch nicht gerne alleine
- Ich warte auf Dich
- Jede Frau hat ein süßes Geheimnis
- Kalenderlied
- Komm und gib mir Deine Hand
- Mitternachtsblues (solo de trompeta del film Immer wenn der Tag beginnt, 1957)
- Musikanten sind da
- Postillion-Lied
- Schön wie der junge Frühling
- Sing mit mir
- Heidi
- So ein Kuß kommt von allein
- So schön wie heut, so müsst es bleiben
- Warum hat der Napoleon
- Wenn ein junger Mann kommt
- Durch die Nacht klingt ein Lied

### Teatro musical
- Die Nacht mit Casanova (1942)
- Moral (1974)
- Das Wirtshaus im Spessart (1977)

### Música cinematográfica
- 1930 : Tingeltangel
- 1931 : Der ungetreue Ekkehard
- 1933 : Moral und Liebe (prohibida por la censura el 31 de octubre de 1933)[3]
- 1933 : Salon Dora Green
- 1933 : Keine Angst vor Liebe
- 1934 : Zwischen zwei Herzen
- 1934 : So endete eine Liebe
- 1935 : Der Ammenkönig
- 1936 : Das Schloß in Flandern
- 1938 : Immer wenn ich glücklich bin
- 1938 : Rote Orchideen
- 1938 : Geheimzeichen LB 17 (film prohibido en 1945 por el gobierno Aliado)
- 1938 : Napoleon ist an allem schuld
- 1939 : Alarm auf Station III (film prohibido en 1945 por el gobierno Aliado)
- 1939 : Der Vorhang fällt
- 1939 : Frauen sind doch bessere Diplomaten
- 1939 : Das Abenteuer geht weiter
- 1940 : Rosen in Tirol
- 1940 : Achtung! Feind hört mit! (film prohibido en 1945 por el gobierno Aliado)
- 1941 : Die schwedische Nachtigall
- 1941 : Illusion
- 1941 : Tanz mit dem Kaiser
- 1942 : Hab mich lieb!
- 1943 : Ich vertraue Dir meine Frau an (canción Allerschönste aller Frauen)
- 1943 : Liebespremiere
- 1943 : Ein Walzer mit Dir'
- 1944 : Die Frau meiner Träume
- 1949 : Derby
- 1950 : Vom Teufel gejagt
- 1950 : Frauenarzt Dr. Prätorius
- 1950 : Taxi-Kitty
- 1951 : Das Haus in Montevideo
- 1951 : Fanfaren der Liebe
- 1952 : Vater braucht eine Frau
- 1953 : Sterne über Colombo
- 1953 : Fanfaren der Ehe
- 1953 : Musik bei Nacht
- 1953 : Hokuspokus
- 1953 : Muß man sich gleich scheiden lassen?
- 1953 : Ave Maria
- 1953 : Die blaue Stunde
- 1954 : Die Gefangene des Maharadscha
- 1954 : Bildnis einer Unbekannten
- 1955 : Verrat an Deutschland
- 1955 : An der schönen blauen Donau
- 1955 : Rosen im Herbst
- 1955 : Ich denke oft an Piroschka
- 1955 : Drei Mädels vom Rhein
- 1956 : Die Trapp-Familie
- 1956 : Wenn wir alle Engel wären
- 1956 : Salzburger Geschichten
- 1956 : Die goldene Brücke
- 1956 : Kleines Zelt und große Liebe
- 1957 : Königin Luise
- 1957 : Immer wenn der Tag beginnt
- 1957 : Ein Stück vom Himmel
- 1957 : Auf Wiedersehen, Franziska!
- 1958 : Das Wirtshaus im Spessart
- 1958 : Der schwarze Blitz
- 1958 : Helden
- 1958 : Wir Wunderkinder
- 1958 : Der Priester und das Mädchen
- 1958 : Hoch klingt der Radetzkymarsch
- 1959 : Der Engel, der seine Harfe versetzte
- 1959 : Jacqueline
- 1959 : Das schöne Abenteuer
- 1959 : Ein Mann geht durch die Wand
- 1959 : Zwölf Mädchen und ein Mann
- 1959 : Ein Tag, der nie zu Ende geht
- 1960 : Lampenfieber
- 1960 : Der letzte Fußgänger
- 1960 : Heldinnen
- 1960 : Liebling der Götter
- 1960 : Eine Frau fürs ganze Leben
- 1961 : Zwei unter Millionen
- 1961 : Die Stunde, die du glücklich bist
- 1961 : Im 6. Stock
- 1962 : Die Försterchristel
- 1963 : Das Haus in Montevideo
- 1963 : Wochentags immer
- 1964 : Heirate mich, Chéri
- 1964 : Vorsicht Mister Dodd
- 1965 : Dr. med. Hiob Prätorius
- 1965 : Heidi
- 1966 : Hokuspokus oder: Wie lasse ich meinen Mann verschwinden…?
- 1966 : Liselotte von der Pfalz
- 1967 : Herrliche Zeiten im Spessart
- 1969 : Ein Tag ist schöner als der andere

## Premios
- 1966 : Anillo Paul Lincke
- 1975 : Premio Filmband in Gold de los Deutscher Filmpreis por su trayectoria en el cine alemán
- 1980 : Gran Cruz de la Orden del Mérito de la República Federal de Alemania
- 1981 : Goldene Nadel concedida por el Dramatiker Union
- 1989 : Premio Goldene Stimmgabel